# Nukuhivella
Nukuhivella is een geslacht van rechtvleugeligen uit de familie sabelsprinkhanen (Tettigoniidae). De wetenschappelijke naam van dit geslacht is voor het eerst geldig gepubliceerd in 1933 door Hebard.

## Soorten
Het geslacht Nukuhivella  is monotypisch en omvat slechts de volgende soort:
- Nukuhivella agraecioides (Hebard, 1933)